# Seznam vojaških kratic na A
To je seznam vojaških kratic, ki se začnejo s črko A.

## Seznam
- A (angleško Armament) označuje Oborožitev.
- A/S (angleško Anti-Submarine) označuje Protipodmorniški/a.
- A2C2 (angleško Army Airspace Command and Control) označuje Poveljstvo in nadzor zračnega prostora Kopenske vojske ZDA.
- A. (nemško Armee) označuje vojaško formacijo armada.
- AA (angleško Anti-Aircraft) označuje protiletalski oziroma protiletalska.
- AA (angleško Active Adjunct (Sonar)) označuje Aktivni pomožni (sonar).
- AA (nemško Aufklärungs-Abteilung) označuje izvidniški odred.
- AAA (angleško Anti-Aircraft Artillery) označuje Protiletalska artilerija.
- AAF (angleško Army Air Force) označuje Letalstvo Kopenske vojske ZDA.
- AAAM (angleško Advanced Air-to-Air Missile) označuje Napredni izstrelek zrak-zrak.
- AAM (angleško Anti-Aircraft Missile) označuje Protiletalska raketa.
- AAmr (angleško Anti-Armor) označuje Protioklepni/a.
- AARB (angleško Advanced aerial refueling boom) označuje Napredno jadro za zračno oskrbo z gorivom.
- AASLT (angleško Air Assault) označuje Zračni napad.
- AAV (angleško Assault Amphibian Vehicle) označuje Jurišno amfibicijsko vozilo.
- AAV (angleško Autonomous Air Vehicle) označuje Avtonomno zračno plovilo.
- AAW (angleško Anti-Air Warfare) označuje Protiletalsko bojevanje.
- AAWC (angleško Anti-Air Warfare Coordinator) označuje Koordinator protiletalskega bojevanja.
- AAWS-H (angleško Advanced Abti-Tank Weapon System-Heavy) označuje Napredni težki protitankovski oborožitveni sistem.
- AAWS-M (angleško Advanced Abti-Tank Weapon System-Medium) označuje Napredni srednji protitankovski oborožitveni sistem.
- AB je slovenska vojaška kratica, ki označuje Artilerijski bataljon.
- ABCCC (angleško Airborne battlefield command & control center) označuje zračni poveljniški in nadzorni center bojišca.
- ABM (angleško Anti-Ballistic Missile) označuje Protibalistični izstrelek.
- Abn. (angleško Airborne) označuje zračnomobilen/a oz. zračnoprevozen/a.
- Abt. (nemško Abteilung) označuje vojaško enoto Odred.
- AC (angleško Aviation Cadet) označuje Letalski kadet.
- AC (angleško Active Component) označuje Aktivna komponenta.
- AC (angleško Aircraft) označuje Letalo.
- AC (angleško Aircraft Carrier) označuje Letalonosilka.
- AC (angleško Aircraft Commander) označuje Poveljnik letala.
- ACA (angleško Advanced Cargo Aircraft označuje Napredno tovorno letalo oz. Napredno transportno letalo.
- ACC (angleško Air Combat Command) označuje Poveljstvo zračnega boja ZDA.
- ACCS (angleško Air Command and Control Center) je vojaška kratica, ki označuje Zračni poveljniški in kontrolni center.
- ACDA (angleško Arms Control and Disarmament Agency) označuje Oborožitvena nadzorna in razorožitvena agencija.
- ACF (angleško Aviation Cadet, Flying) označuje Leteči letalski kadet.
- ACINT (angleško Acoustic Intelligence) označuje Akustična obveščevalna (dejavnost).
- ACLANTA (angleško llied Command Atlantic) označuje Poveljstvo NATA za Atlantik.
- ACM (angleško Advanced Cruise Missile) označuje Napredna križarska raketa.
- ACM (angleško Air Combat Maneuvering) označuje Manevriranje letalskega boja.
- ACMI (angleško Air Combat Maneuvering Instrumentation) označuje Manevrski inštrumenti za zračni boj.
- ACMR (angleško Air Combat Maneuvering Range) označuje Manevrska razdalja zračnega boja.
- ACNO (angleško Assistant Chief of Naval Operations) označuje Asistent poveljnika pomorskih operacij vojne mornarice ZDA.
- ACOG (angleško Advanced Combat Optical Gunsight) označuje izpopoljen bojni optični namerilnik in je del modifikacijskega programa ameriških oboroženih sil SOPMOD.
- ACOS (angleško Assistant Chief of Staff) označuje Asistent načelnika štaba; glej tudi ACS.
- ACR (angleško Armored Cavalry Regiment) označuje Oklepni konjeniški polk.
- ACS (angleško Artillery Computer System) označuje Artilerijski računalniški sistem.
- ACS (angleško Assistant Chief of Staff) označuje Asistent načelnika štaba; glej tudi ACOS.
- ACT (francosko Avion de Combat Tactique) označuje Taktično bojno letalo.
- ACTA (angleško Advanced Combat Training Academy) označuje Akademija za napredno bojno usposabljanje.
- ACV (angleško Air Cushion Vehicle) označuje Plovilo na zračno blazino.
- ACW (angleško Anti-Carrier Warfare) označuje Bojevanje proti letalonosilki.
- AD (angleško Air Defense) označuje Zračna obramba.
- AD (angleško Armored Division) označuje Oklepna divizija.
- ADA (angleško Air Defense Artillery) označuje Zračnoobrambna artilerija.
- ADARS (angleško Advanced Defensive Avionics Response Strategy) označuje Napredna odzivna zračnoobrambna strategija.
- ADATS (angleško Air Defense Anti-Tank System) označuje zračnoobrambni protioklepni sistem.
- ADAWS (angleško Action Data Automation Weapon System) označuje Akcijski podatki avtomatskega oborožitvenega sistema.
- ADBZ (angleško Air Defense Battle Zone) označuje Zračnoobrambno območje bojevanja.
- ADCAP (angleško Advanced Capability) označuje Napredna zmožnost.
- ADCIS (angleško Air Defence Command Information System) označuje Zračnoobrambni poveljniško-informacijski sistem.
- ADDISS (angleško Advanced Deployable Digital Imagery Support System) označuje Napredno uporabni podporni sistem za digitalne slike.
- ADDS (angleško Army Data Distribution System) označuje Sistem distribucije podatkov kopenske vojske ZDA.
- ADGE (angleško Air Defense Ground Environment) označuje Zračnoobrambno zemeljsko okolje.
- ADIZ (angleško Air Defense Identification Zone) označuje Zračnoobrambno indentifikacijsko območje.
- ADM (angleško Advanced Development Model) označuje Napredni razvojni model.
- ADM (angleško Atomic Demolition Munition) označuje Atomsko razstrelivo.
- ADP (angleško Automatic Data Processing) označuje Avtomatska obdelava podatkov.
- ADPA (angleško American Defense Preparedness Association) označuje Ameriška zveza pripravljene obrambe.
- Adv (angleško Advanced) označuje Napredni/a/o.
- ADV (angleško Air Defense Vehicle) označuje Zračnoobrambno vozilo/plovilo.
- ADVCAP (angleško Advanced Capability) označuje Napredna sposobnost.
- AE (angleško Assault Echelon (of amphibious force)) označuje Jurišni ešalon (amfibicijske sile).
- AEC (angleško Atomic Energy Commission) označuje Komisija za jedrsko energijo, del ameriškega Ministrstva za energijo.
- AETC (angleško Air Education and Training Command) označuje Poveljstvo za šolanje in trening zračnih sil.
- AEV (angleško Armored Engineer Vehicle) označuje Oklepno inženirsko vozilo.
- AEW (angleško Airborne Early Warning) označuje Zračni (sistem za) zgodnje opozarjanje.
- AF (angleško Air Force) označuje Vojno letalstvo Združenih držav Amerike.
- AF (angleško Air Base) označuje Zračna baza; glej tudi AFB.
- AF (angleško Audio Frequency) označuje Zvočna frekvenca.
- AFA (angleško Air Force Association) označuje Zveza pripadnikov zračnih sil ZDA.
- AFAP (angleško Artillery-Fired Atomic Projectiles) označuje Jedrski izstrelki, izstreljeni iz artilerijskih orožij.
- AFARV (angleško Armored Forward Area Rearm Vehicle) označuje Oklepno vozilo prednje bojne črte.
- AFAS (angleško Advanced Field Artillery System) označuje Napredni sistem poljske artilerije.
- AFATDS (angleško Advanced Field Artillery Tactical Data System) označuje Napredni taktični podatkovni sistem poljske artilerije.
- AFB (angleško Air Force base) označuje Baza vojnega letalstva.
- AFC (angleško Automatic Frequency Control) označuje Avtomatska kontrola frekvence.
- AFCEA (angleško Armed Forces Communications and Electronics Association) označuje Komunikacijska in elektronska zveza Oboroženih sil ZDA.
- AFCENT (angleško Allied Forces Central Europe) označuje Centralno evropsko poveljstvo zavezniških sil.
- AFCS (angleško Automatic Flight Control System) označuje Kontrolni sistem avtomatskega letenja.
- AFLC (angleško Air Force Logistics Command) označuje Logistično poveljstvo Vojnega letalstva ZDA.
- AFM (angleško Air Force Manual) označuje Priročnik za vojno letalstvo Združenih držav Amerike.
- AFMC (angleško Air Force Material Command) označuje Materialno poveljstvo Vojnega letalstva ZDA.
- AFN (angleško Armed Forces Network (TV-radio)) označuje Mreža Oboroženih sil ZDA (TV in radijska postaja).
- AFNORTH (angleško Allied Forces Northern Europe) označuje Severno-evropsko poveljstvo zavezniških sil.
- AFOE (angleško Assault Follow-On Echelon (amphibious force)) označuje Drugi jurišni ešalon (amfibijske sile).
- AFP (angleško Air Force Pamphlet) označuje Letak Vojnega letalstva ZDA.
- AFPISEC (angleško Air Force Plan for Intelligence Support to Electronic Combat) označuje Obveščevalni načrt Vojnega letalstva ZDA k elektronskemu bojevanju.
- AFQT (angleško Armed Forces Qualification Test) označuje Kvalifikacijski test Oboroženih sil ZDA.
- AFR (angleško Air Force Regulation) označuje Pravila Vojnega letalstva ZDA.
- AFR (angleško Armed Force Reserve) označuje Rezerva Oboroženih sil ZDA.
- AFSATCOM (angleško Air Force Satellite Communications System) označuje Satelitski komunikacijski sistem Vojnega letalstva ZDA.
- AFSC (angleško Air Force Systems Command) označuje Poveljstvo sistemov Vojnega letalstva ZDA.
- AFSOC (angleško Air Force Special Operations Command) označuje Poveljstvo specialnih operacij Vojnega letalstva ZDA.
- AFSOUTH (angleško Allied Forces Southern Europe) označuje Južno-evropsko poveljstvo zavezniških sil.
- AFSPC (angleško Air Force Space Command) označuje Vesoljsko poveljstvo Vojnega letalstva ZDA.
- AFTI (angleško Advanced Fighter Technology Integration Program) označuje Tehnološki integracijski program naprednega lovca.
- AFV (angleško Armored Fighting Vehicle) označuje Oklepno bojno vozilo.
- AGE (angleško Aerospace Ground Equipment) označuje Vesoljska zemeljska oprema.
- AGE (angleško Experimental Auxiliary Ship) označuje Poskusna pomožna ladja.
- AGM (angleško Air-To- Ground Missile) označuje Izstrelek zrak-zemlja.
- AGR (angleško Active Guard and Reserve) označuje Aktivna garda in rezerva.
- AGS (angleško Armored Gun System) označuje Sistem oklepnega topa.
- AGW (angleško Autonomous Guided Weapon) označuje Samostojno vodeno orožje.
- AH (angleško Attack Helicopter) označuje Jurišni helikopter.
- AHA (nemško Allgemeines Heeresamt) označuje Splošni urad kopenske vojske.
- AHIP (angleško Army Helicopter Improvement Program) označuje Program izboljšanja helikopterja kopenske vojske.
- AHM (nemško Allgemeine Heeresmitteilungen) označuje Splošni ukazi kopenske vojske.
- AHRS (angleško Attitude and Heading Reference System) označuje Referenčni sistem višine in smeri.
- AI (angleško Air Intelligence) označuje Zračno obveščanje.
- AI (angleško Air Intercept) označuje Zračno prestrezanje.
- AI (angleško Artifical Intelligence) označuje Umetna inteligenca.
- AIA glej Aerospace Industries Association.
- AID (angleško Agency for International Development) označuje Agencija za mednarodni razvoj.
- AIFV (angleško Armoured Infantry Fighting Vehicle) označuje oklepno pehotno bojno vozilo.
- AIM (angleško Air-Intercept Missile) označuje Zračnoprestrezni izstrelek.
- AIPS (angleško Advanced Integrated Propulsion System) označuje Napredni integrirani pogonski sistem.
- AIWS (angleško Air Interdiction Weapons System) označuje Zračni prepovedni oborožitveni sistem.
- AJ (angleško Anti-Jam) označuje Protiblokadni (sistem/mehanizem).
- AK (nemško Armeekorps) označuje vojaško enoto Armadni korpus.
- ASW (angleško Anti-Submarine Warfare) označuje Protipodmorniško bojevanje.
- AFB (angleško Air Force base) označuje letalsko bazo ZDA.
- AFSPACECOM (angleško Air Force Space Command) označuje Vesoljsko poveljstvo Vojnega letalstva ZDA.
- AFSPC (ang. Air Force Space Command) označuje Vesoljsko poveljništvo Vojnega letalstva ZDA.
- AFV (angleško Armoured Fighting Vehicle) označuje Oklepno bojno vozilo.
- AH (ang. Assault Helicopter) je vojaška kratica, ki označuje jurišni helikopter.
- ALARM (angleško Air-Launched Antiradiation Missile) označuje Zračnolansirni protiradarski izstrelek.
- ALB (angleško Air-Land Battle) označuje Zračnokopenska bitka.
- ALCC (angleško Airlift Control Center) označuje Zračnoprevozni kontrolni center.
- ALCM (angleško Air Launched Cruise Missile) označuje letalsko manevrirno raketo.
- ALCS (angleško Airborne Launch Control System) označuje Zračnolansirni kontrolni sistem.
- ALE (angleško Automatic Link Establishment) označuje Avtomatska vzpostavitev povezave.
- ALFS (angleško Airborne Low-Frequency Sonar) označuje Zračni nizkofrekvenčni sonar.
- ALLTV (angleško All-Light-Level Television) označuje Televizija za vse stopnje osvetljenosti.
- ALMV (angleško Air-Launched Miniature Vehicle) označuje Zračnolansirno miniaturno vozilo (plovilo).
- Alnav (angleško All-Navy) označuje Vsemornariški.
- ALPIV je slovenska vojaška kratica, ki označuje Alpsko-izvidniški vod.
- ALPS (angleško Accidental Launch Prevention System) označuje Preventivni sistem za nenamerne izstrelitve.
- ALWT (angleško Advanced Lightweight Torpedo) označuje Napredni lahki torpedo.
- AM (angleško Amplitude Modulation) označuje Modulator višine.
- AMAS (angleško Advanced Manned Aerial Scout) označuje Napredni zračnoizvidniško plovilo s posadko.
- AMC (angleško Army Material Command) označuje Materialno poveljstvo Kopenske vojske ZDA.
- AMC (angleško Army Medical Corps) označuje Medicinski korpus Kopenske vojske ZDA.
- AMC (angleško Air Mobility Command) označuje Poveljstvo zračne premičnosti ZDA.
- AMCM (angleško Airborne Mine Countermeasures) označuje Zračnominski protiukrepi.
- AMI (angleško American Military Institute) označuje Ameriški vojaški inštitut.
- AMP (angleško Avionics Modernization Program) označuje Modernizacijski program zračnih plovil.
- Amph (angleško Amphibious) označuje Amfibijcijska/i/o.
- AMRAAM (ang. Advanced Medium Range Air-to-Air Missile) označuje Napredni izstrelek zrak-zrak srednjega dosega; glej tudi FAMRAAM.
- An glej Antonov.
- ANBACIS (angleško Automated Nuclear, Biological, and Chemical Information System) označuje Avtomatski RKB informacijski sistem.
- ANČ je slovenska vojaška kratica, ki označuje Akcijski načrt za članstvo v Natu.
- ANG (angleško Air National Guard) označuje Zračna nacionalna garda ZDA.
- ANGOSTA (angleško ANG Operational Support Transport Aircraft) označuje ANG operacijsko-podporno transportno letalo.
- ANMCC (angleško Alternate National Military Command Center) označuje Alternativni nacionalni vojaški poveljniški center.
- ANT glej Tu.
- ANZUS (angleško Australia, New Zealand, and US (alliance)) označuje Avstralsko, Novozelandsko in ameriško (zavezništvo).
- AO (angleško Area of Operations) označuje Operacijsko področje.
- AO (nemško Abwehroffizier) označuje protiobveščevalnega častnika.
- A.O. (asturijsko Andecha Obrera) označuje Delavska zveza.
- AOA (angleško Amphibious Objective Area) označuje Amfibicijsko ciljno območje.
- AOC (angleško Army Operations Center) označuje Center operacij Kopenske vojske ZDA.
- AOC (angleško Association of Old Crows) označuje Združenje starih kron.
- AOK (nemško Armee-Oberkommando) označuje vojaško enoto Armadno poveljstvo.
- AP (angleško Airport) označuje Letališče.
- AP (angleško Armour-piercing) označuje Oklepnoprebojni(o/a).
- AP-T (angleško Armor-Piercing-Tracer) označuje Oklepno-prebojni sledilnik.
- APC (angleško Armored Personnel Carrier) označuje Oklepni transporter pehote.
- AP CAPPED (angleško Armor-Piercing Capped) označuje Oklepno prebojni izstrelek s kapo.
- APDS (angleško Armor-Piercing Discarding Sabot) je vojaška kratica, ki označuje Prebojni izstrelek z odpadljivo oblogo; glej tudi APFSDS.
- APDS-T (angleško Armor-Piercing Discarding Sabot with Tracer) označuje Prebojni izstrelek z odpadljivo oblogo in sledilnikom.
- APF (angleško Afloat Pre-positioning Force) označuje Mornariška predpozicijska sila.
- APFSDS (angleško Armor-Piercing Fin Stabilized Discarding Sabot) označuje Prebojni krilati izstrelek z odpadljivo oblogo; glej tudi APDS.
- APHC (angleško Armor-Piercing Hard-Core) označuje Oklepno-prebojni izstrelek s trdim jedrom.
- APHEI (angleško Armor-Piercing High-Explosive Incendiary) označuje Oklepno-prebojni izstrelek z visokoeksplozivno-zažigalno polnitvijo.
- API (angleško Armor-Piercing Icendiary) označuje Oklepno-prebojni-zažigalni izstrelek.
- APN (angleško Aircraft Procurement, Navy) označuje Dobavitelj zračnih plovil Vojne mornarice ZDA.
- APR (angleško Automatic Power Reserve) označuje Avtomatska električna rezerva.
- APU (angleško Auxiliary Power Unit) označuje Pomožni vir (električne) energije.
- AR (angleško Air Refueling) označuje Zračno oskrbovanje z gorivom.
- AR (angleško Army Regulation) označuje Pravila Kopenske vojske ZDA.
- ARDS (angleško Aerial Rocket Delivery System) označuje Zračni raketni dostavni sistem.
- ARE (angleško Admiralty Research Establishment) označuje Raziskovalna ustanova admiralitete.
- ARG (angleško Amphibious Ready Group) označuje Amfibicijska skupina v pripravljenosti.
- ARIA (angleško Advanced Range Instrumentation Aircraft) označuje Napredno daljinsko inštrumentalno zračno plovilo.
- ARM (angleško Anti-Radar Missile) označuje Protiradarski izstrelek.
- ARM (angleško Anti-Radiation Missile) označuje Protiradiakcijski izstrelek.
- Armt (angleško Armament) označuje Oborožitev.
- ARNG (angleško Army National Guard) označuje Kopenska Nacionalna garda ZDA.
- ARPA (angleško Advanced Research Projects Agency) označuje Napredno-raziskovalna načrtovalna agencija.
- Art je slovenska vojaška kratica, ki označuje Artilerijski, Artilerijska.
- ARTP (angleško Army Training and Evaluation Programme) označuje Vadbeni in ocenjevalni program kopenske vojske.
- Arty (angleško Artillery) označuje Artilerija.
- ARV (angleško Armored Reconnaissance Vehicle) označuje Oklepno izvidniško vozilo.
- AS (angleško Air-to-Surface Missile) označuje Izstrelek zrak-zemlja.
- ASAP (angleško As soon as possible) označuje Takoj ko bo mogoče.
- ASAT (angleško Anti-satellite Satellite) označuje Protisatelitski satelit.
- ASBCA (angleško Armed Services Board of Contract Appeals) označuje Odbor Oboroženih sil ZDA za pogodbene apele.
- ASCM (angleško Anti-Ship Cruise Missile) označuje Protiladijska križarska raketa.
- ASD (angleško Assistant Secretary of Defense) označuje Asistent obrambni sekretar ZDA.
- ASDIC (angleško Anti-Submarine Detection Investigation Committee) označuje Protipodmorniška detekcijska preiskovalna komisija.
- ASEAN (angleško Association of Southeast Asian Nations) označuje Združenje držav jugovzhodne Azije.
- ASLCM (angleško Advanced Sea-Launched Cruise Missile) označuje Napredna mornariško-lansirna križarska raketa.
- ASM (angleško Air-to-Surface Missile) označuje Izstrelek zrak-zemlja.
- ASM (angleško Anti-Ship Missile) označuje Protiladijski izstrelek.
- ASMD (angleško Anti-Ship Missile Defense) označuje Obramba pred protiladijskimi izstrelki.
- ASMS (angleško Advanced Strategic Missile Systems) označuje Napredni sistem strateških raket.
- ASN (angleško Assistant Secretary of the Navy) označuje Asistent mornariškega sekretarja ZDA.
- ASOC (angleško Air Support Operations Center) označuje Zračnopodporni operacijski center.
- ASPJ (angleško Airborne Self-Protection Jammer) označuje Zračni samoobrambni motilnik.
- ASR (angleško Air-Sea-Rescue) označuje Zračno-pomorsko reševanje; glej SAR.
- ASRAAM (angleško Advanced Short-Range Air-to-Air Missile) označuje Napredno izstrelek zrak-zrak kratkega dosega.
- ASROC (angleško Anti-Submarine Rocket) označuje Protipodmorniška raketa.
- Ast (angleško Nav Shipyard (Astilleros Navales)) označuje Mornariška ladjedelnica.
- AST (angleško Arctic Survival) označuje Arktično preživetje.
- ASTOR (angleško Anti-Submarine Torpedo) označuje Protipodmorniški torpedo.
- ASUTAA (angleško Acoustic System Upgrade To ASW Aircraft) označuje Nadgrajeni akustični sistem ASW letala.
- ASUW (angleško Anti-Surface Warfare) označuje Protikopensko bojevanje.
- ASV (angleško Antisurface Vessel (radar)) označuje Radar za pomorsko plovila.
- ASW (angleško AntiSubmarine Warfare) označuje Protipodmorniško bojevanje.
- ASWOC (angleško ASW Operations Center) označuje ASW center operacij.
- AT (angleško Anti-Tank) označuje Protioklepna/i/o.
- AT (angleško Antiterrorism) označuje Protiteroristična/i/o.
- ATA (angleško Advanced Tactical Aircraft) označuje Napredno taktično letalo.
- ATAC (angleško Antiterrorist Alert Center) označuje Protiteroristični opozorilni center.
- ATACC (angleško Advanced Tactical Air Command Central) označuje Napredni taktični zračno-poveljniški center.
- ATACMS (angleško Army Tactical Cruise Missile System) označuje Taktični križarski raketni sistem kopenske vojske ZDA.
- ATARS (angleško Advanced Tactical Air Reconnaissance System) označuje Napredni taktični zračno-izvidniški sistem.
- ATB (angleško Advanced Technology Bomber) označuje Tehnološko-napredni bombnik.
- ATBM (angleško Anti-Tactical Ballistic Missile) označuje Protitaktična balistična raketa.
- ATC (angleško Air Training Command) označuje Poveljstvo letalskega treninga.
- ATD (angleško Advanced Technology Demonstration) označuje Demonstracija napredne tehnologije.
- ATDS (angleško Airborne Tactical Data Systems) označuje Taktični zračni podatkovni sistem.
- ATE (angleško Automatic Test Equipment) označuje Oprema za avtomatično testiranje.
- ATF (angleško Advanced Tactical Fighter) označuje Napredni taktični lovec.
- ATF (angleško Amphibious Task Force) označuje Amfibicijska skupina.
- ATGM (angleško Anti-Tank Guided Missile) označuje Protioklepna vodena raketa.
- ATGW (angleško Anti-Tank Guided Weapon) označuje Protioklepno vodeno orožje.
- ATI (angleško Airborne Track Illuminator) označuje Zračni sledilni iluminator.
- ATIMS (angleško Airborne Tactical Information Management System) označuje Zračni taktični informacijsko-opravilni sistem.
- ATM (angleško Anti-Tactical Missile) označuje Protitaktična raketa.
- ATM (angleško Antitank Missile) označuje Protitankovski izstrelek.
- ATO (angleško Airborne Tactical Officer) označuje Zračnotaktični častnik.
- ATSA (angleško Advanced Tactical Support Aircraft) označuje Napredno taktično podporno letalo.
- ATTS (angleško Air-Transportable Towed Systems) označuje Zračnoprevozni vlečni sistemi.
- AUSA (angleško Association of the US Army) označuje Združenje (pripadnikov) Kopenske vojske ZDA.
- AUV (angleško Autonomous Underwater Vehicle) označuje Samostojno podvodno vozilo (plovilo).
- AV (angleško Aviation) označuje Aviacija.
- Avg (angleško Average, normal) označuje Normalni, povprečni.
- AVLB (angleško Armored Vehicle-Lanched Bridge) označuje Oklepno vozilo z mostom.
- Avn (angleško Aviation) označuje Aviacija.
- AWACS (angleško Airborne Warning and Control System) je vojaška kratica, ki označuje zračni opozorilni in kontrolni sistem; glej tudi NADGE.
- AWS (angleško Air Weather Service) označuje Zračnovremenska služba.
- AWS (angleško Amphibious Warfare School) označuje Šola za amfibicijsko bojevanje.
- AWT (angleško Arctic Warfare) označuje Arktično bojevanje.